# Paragetor concolor
Paragetor concolor är en fjärilsart som beskrevs av George Thomas Bethune-Baker 1911. Paragetor concolor ingår i släktet Paragetor och familjen snigelspinnare. Inga underarter finns listade i Catalogue of Life.